# Organización territorial de Vietnam

Subdivisiones de Vietnam a partir de junio de 2025.

Vietnam es un estado unitario que se subdivide en dos niveles: provincial y comunal.

## Jerarquía administrativa
A partir de junio de 2025, en Vietnam existen dos niveles de división administrativa: provincias y comunas. Dependiendo del nivel de urbanización, cada nivel de división administrativa comprende varios tipos de unidades administrativas:
- Nivel provincial: provincia («tỉnh») y municipio autónomo («thành phố trực thuộc trung ương», literalmente ciudad bajo jurisdicción central)
- Nivel comunal: distrito o barrio («phường») en las principales áreas urbanas, comuna («xã») para las áreas rurales y región administrativa especial («đặc khu») para islas aisladas con grandes poblaciones.

| Nivel                  | Tipo              | Tipo             | Tipo                                     | Tipo                                            | Tipo                                            | Tipo                                            |
| ---------------------- | ----------------- | ---------------- | ---------------------------------------- | ----------------------------------------------- | ----------------------------------------------- | ----------------------------------------------- |
| 1er nivel (provincial) | Provincia (Tỉnh)  | Provincia (Tỉnh) | Provincia (Tỉnh)                         | Municipalidad (Thành phố trực thuộc trung ương) | Municipalidad (Thành phố trực thuộc trung ương) | Municipalidad (Thành phố trực thuộc trung ương) |
| 2º nivel (comunal)     | Distrito (Phường) | Comuna (Xã)      | Región administrativa especial (Đặc khu) | Distrito (Phường)                               | Comuna (Xã)                                     | Región administrativa especial (Đặc khu)        |

## Divisiones administrativas

### Primer nivel
Desde el 12 de junio de 2025 Vietnam está dividido en 34 entidades de primer nivel, que comprenden 28 provincias (en vietnamita: «tỉnh») y seis municipios bajo jurisdicción central (en vietnamita: «thành phố trực thuộc trung ương»). El número de provincias y ciudades se redujo mediante fusiones en el primer semestre de 2025.
Los municipios son las ciudades de mayor rango en Vietnam. Los municipios son ciudades controladas centralmente y tienen un estatus especial igual al de las provincias.

### Segundo nivel
Tanto los municipios como las provincias se subdividen en distritos («phường»), comunas («xã») y regiones administrativas especiales («đặc khu»). Al 1 de julio de 2025, existían 3321 unidades de segundo nivel con 687 distritos, 2621 comunas y 13 regiones administrativas especiales.

### Regiones

Regiones vietnamitas.

Para diversos fines administrativos, de planificación y estadísticos, el gobierno vietnamita a menudo agrupa sus ciudades y municipios en tres regiones geográficas y ocho subregiones geográficas:
| Regiones                                 | Subregiones                                    |
| ---------------------------------------- | ---------------------------------------------- |
| Vietnam septentrional (Bắc Bộ, Miền Bắc) | Noreste (Đông Bắc Bộ)                          |
| Vietnam septentrional (Bắc Bộ, Miền Bắc) | Noroeste (Tây Bắc Bộ)                          |
| Vietnam septentrional (Bắc Bộ, Miền Bắc) | Delta del Río Rojo (Đồng bằng sông Hồng)       |
| Vietnam central (Trung Bộ, Miền Trung)   | Costa Central del Norte (Bắc Trung Bộ)         |
| Vietnam central (Trung Bộ, Miền Trung)   | Costa Central del Sur (Duyên hải Nam Trung Bộ) |
| Vietnam central (Trung Bộ, Miền Trung)   | Altiplano Central (Tây Nguyên)                 |
| Vietnam meridional (Nam Bộ, Miền Nam)    | Sureste (Đông Nam Bộ)                          |
| Vietnam meridional (Nam Bộ, Miền Nam)    | Delta del Río Mekong (Đồng bằng sông Cửu Long) |

## Organización territorial antes de 2025

Subdivisiones administrativas de Vietnam desde 2016 hasta mayo de 2025.

### Primer nivel

Mapa mostrando todas las provincias y las municipalidades en las que se subdivide Vietnam desde la reforma de 2009, en la cual la provincia de Ha Tay se unió a Hanói.

La unidad administrativa de nivel superior más poblada en Vietnam es la ciudad de Hồ Chí Minh, una de las cinco municipalidades. Cuenta con más de cinco millones de personas que viven en sus límites oficiales. La segunda unidad administrativa más poblada, y la provincia más poblada, es Thanh Hóa, con más de tres millones y medio de personas. La menos poblada es Lai Châu, una provincia montañosa en el noroeste.
En términos de superficie, la más grande es la provincia de Nghệ An, que se extiende desde la ciudad de Vinh hasta el amplio valle Song Ca. La más pequeña es Bắc Ninh, ubicada en el populoso delta del río Rojo.

### Segundo nivel
Las provincias se subdividían en ciudades provinciales («thành phố trực thuộc tỉnh»), pueblos («thị xã») y distritos rurales («huyện»), que a su vez se subdividían en pueblo comunal («thị trấn») o comunas («xã»). Todas las provincias tenían su capital en una ciudad provincial, aunque algunas anteriormente eran pueblos.
Los municipios se subdividían en ciudades municipales («thành phố trực thuộc»), distritos urbanos («quận»), pueblos y distritos rurales («huyện»), que a su vez se subdividía en salas («phường»). No existía una capital ni sede oficial del municipio, pero las sedes de las autoridades locales suelen estar ubicadas en uno o más distritos urbanos centrales.
Al 1 de septiembre de 2024, había 704 unidades de segundo nivel.
A medida que avanza la urbanización, los distritos rurales pueden reclasificarse como pueblos, luego como ciudades provinciales (o pueblos y ciudades municipales dentro de los municipios, y en algún momento como distritos urbanos si se fusionan en el área urbana central de un municipio).
El 1 de julio de 2025, como resultado de una enmienda constitucional y legislación relacionada, todas las subdivisiones administrativas a nivel de distrito dejarán de existir.

### Tercer nivel
Los distritos urbanos se subdividían en barrios, mientras que las ciudades y pueblos se subdividían en barrios (urbanos) y comunas (rurales). Los distritos rurales se subdividían en municipios (urbanos) y comunas (rurales). Solo los distritos rurales tienen capital designada, generalmente en un municipio.
Al 1 de septiembre de 2024, había 10 542 unidades de tercer nivel con 1 775 barrios, 618 municipios y 8 149 comunas.
Los municipios se conocían como «thị trấn» en vietnamita, pero un tipo menos común de este tipo eran los municipios agrícolas («thị trấn nông trường»). Estos eran más comunes durante la era de la economía planificada.
| Región                                            | Nombre             | Capital             | Población | Área (km²) | Notas |
| ------------------------------------------------- | ------------------ | ------------------- | --------- | ---------- | --- |
| Noreste (Đông Bắc)                                | Bắc Giang          | Bắc Giang           | 1.522.000 | 3.822      | Comprende once provincias (muchas de las cuales son montañosas) que se encuentran al norte de las tierras bajas altamente pobladas del río Rojo. |
| Noreste (Đông Bắc)                                | Bắc Kạn            | Bắc Kạn             | 283.000   | 4.795      | Comprende once provincias (muchas de las cuales son montañosas) que se encuentran al norte de las tierras bajas altamente pobladas del río Rojo. |
| Noreste (Đông Bắc)                                | Cao Bằng           | Cao Bằng            | 501.800   | 6.691      | Comprende once provincias (muchas de las cuales son montañosas) que se encuentran al norte de las tierras bajas altamente pobladas del río Rojo. |
| Noreste (Đông Bắc)                                | Hà Giang           | Hà Giang            | 625.700   | 7.884      | Comprende once provincias (muchas de las cuales son montañosas) que se encuentran al norte de las tierras bajas altamente pobladas del río Rojo. |
| Noreste (Đông Bắc)                                | Lạng Sơn           | Lạng Sơn            | 715.300   | 8.305      | Comprende once provincias (muchas de las cuales son montañosas) que se encuentran al norte de las tierras bajas altamente pobladas del río Rojo. |
| Noreste (Đông Bắc)                                | Lào Cai            | Lào Cai             | 616.500   | 8.057      | Comprende once provincias (muchas de las cuales son montañosas) que se encuentran al norte de las tierras bajas altamente pobladas del río Rojo. |
| Noreste (Đông Bắc)                                | Phú Thọ            | Việt Trì            | 1.288.400 | 3.519      | Comprende once provincias (muchas de las cuales son montañosas) que se encuentran al norte de las tierras bajas altamente pobladas del río Rojo. |
| Noreste (Đông Bắc)                                | Quảng Ninh         | Hạ Long             | 1.029.900 | 5.899      | Comprende once provincias (muchas de las cuales son montañosas) que se encuentran al norte de las tierras bajas altamente pobladas del río Rojo. |
| Noreste (Đông Bắc)                                | Thái Nguyên        | Thái Nguyên         | 1.046.000 | 3.563      | Comprende once provincias (muchas de las cuales son montañosas) que se encuentran al norte de las tierras bajas altamente pobladas del río Rojo. |
| Noreste (Đông Bắc)                                | Tuyên Quang        | Tuyên Quang         | 692.500   | 5.868      | Comprende once provincias (muchas de las cuales son montañosas) que se encuentran al norte de las tierras bajas altamente pobladas del río Rojo. |
| Noreste (Đông Bắc)                                | Yên Bái            | Yên Bái             | 699.900   | 6.883      | Comprende once provincias (muchas de las cuales son montañosas) que se encuentran al norte de las tierras bajas altamente pobladas del río Rojo. |
| Noroeste (Tây Bắc)                                | Điện Biên          | Điện Biên Phủ       | 440.300   | 8.544      | Comprende cuatro provincias del interior situadas en el oeste de la parte norte de Vietnam, dos de ellas con frontera con Laos y una con frontera con China. |
| Noroeste (Tây Bắc)                                | Hòa Bình           | Hòa Bình            | 774.100   | 4.663      | Comprende cuatro provincias del interior situadas en el oeste de la parte norte de Vietnam, dos de ellas con frontera con Laos y una con frontera con China. |
| Noroeste (Tây Bắc)                                | Lai Châu           | Lai Châu            | 227.600   | 7.365      | Comprende cuatro provincias del interior situadas en el oeste de la parte norte de Vietnam, dos de ellas con frontera con Laos y una con frontera con China. |
| Noroeste (Tây Bắc)                                | Sơn La             | Sơn La              | 922.200   | 14.055     | Comprende cuatro provincias del interior situadas en el oeste de la parte norte de Vietnam, dos de ellas con frontera con Laos y una con frontera con China. |
| Delta del Río Rojo (Đồng Bằng Sông Hồng)          | Bắc Ninh           | Bắc Ninh            | 957.700   | 804        | Comprende nueve provincias, pequeñas pero pobladas —en torno al río Rojo, incluida la capital del país Hanói, y el municipio de Haiphong (ambas municipalidades independientes de cualquier gobierno provincial).                                                                                     |
| Delta del Río Rojo (Đồng Bằng Sông Hồng)          | Hà Nam             | Phủ Lý              | 800.400   | 849        | Comprende nueve provincias, pequeñas pero pobladas —en torno al río Rojo, incluida la capital del país Hanói, y el municipio de Haiphong (ambas municipalidades independientes de cualquier gobierno provincial).                                                                                     |
| Delta del Río Rojo (Đồng Bằng Sông Hồng)          | Hải Dương          | Hải Dương           | 1.670.800 | 1.648      | Comprende nueve provincias, pequeñas pero pobladas —en torno al río Rojo, incluida la capital del país Hanói, y el municipio de Haiphong (ambas municipalidades independientes de cualquier gobierno provincial).                                                                                     |
| Delta del Río Rojo (Đồng Bằng Sông Hồng)          | Hưng Yên           | Hưng Yên            | 1,091.000 | 928        | Comprende nueve provincias, pequeñas pero pobladas —en torno al río Rojo, incluida la capital del país Hanói, y el municipio de Haiphong (ambas municipalidades independientes de cualquier gobierno provincial).                                                                                     |
| Delta del Río Rojo (Đồng Bằng Sông Hồng)          | Nam Định           | Nam Định            | 1.916.400 | 1.637      | Comprende nueve provincias, pequeñas pero pobladas —en torno al río Rojo, incluida la capital del país Hanói, y el municipio de Haiphong (ambas municipalidades independientes de cualquier gobierno provincial).                                                                                     |
| Delta del Río Rojo (Đồng Bằng Sông Hồng)          | Ninh Binh          | Hoa Lư              | 891.800   | 1.382      | Comprende nueve provincias, pequeñas pero pobladas —en torno al río Rojo, incluida la capital del país Hanói, y el municipio de Haiphong (ambas municipalidades independientes de cualquier gobierno provincial).                                                                                     |
| Delta del Río Rojo (Đồng Bằng Sông Hồng)          | Thái Bình          | Thái Bình           | 1.814.700 | 1.542      | Comprende nueve provincias, pequeñas pero pobladas —en torno al río Rojo, incluida la capital del país Hanói, y el municipio de Haiphong (ambas municipalidades independientes de cualquier gobierno provincial).                                                                                     |
| Delta del Río Rojo (Đồng Bằng Sông Hồng)          | Vĩnh Phúc          | Vĩnh Yên            | 1.115.700 | 1.371      | Comprende nueve provincias, pequeñas pero pobladas —en torno al río Rojo, incluida la capital del país Hanói, y el municipio de Haiphong (ambas municipalidades independientes de cualquier gobierno provincial).                                                                                     |
| Delta del Río Rojo (Đồng Bằng Sông Hồng)          | Ha Noi             | (municipalidad)     | 2.154.900 | 921        | Comprende nueve provincias, pequeñas pero pobladas —en torno al río Rojo, incluida la capital del país Hanói, y el municipio de Haiphong (ambas municipalidades independientes de cualquier gobierno provincial).                                                                                     |
| Delta del Río Rojo (Đồng Bằng Sông Hồng)          | Hải Phòng          | (municipalidad)     | 1.711.100 | 1.503      | Comprende nueve provincias, pequeñas pero pobladas —en torno al río Rojo, incluida la capital del país Hanói, y el municipio de Haiphong (ambas municipalidades independientes de cualquier gobierno provincial).                                                                                     |
| Costa Central del Norte (Bắc Trung Bộ)            | Hà Tĩnh            | Hà Tĩnh             | 1.284.900 | 6.056      | Comprende seis provincias costeras de la mitad norte de la estrecha parte central del país. Todas las provincias de esta región se extienden desde la costa en el este, hasta Laos, en el oeste. |
| Costa Central del Norte (Bắc Trung Bộ)            | Nghệ An            | Vinh                | 2.913.600 | 16.487     | Comprende seis provincias costeras de la mitad norte de la estrecha parte central del país. Todas las provincias de esta región se extienden desde la costa en el este, hasta Laos, en el oeste. |
| Costa Central del Norte (Bắc Trung Bộ)            | Quảng Bình         | Đồng Hới            | 812.600   | 8.025      | Comprende seis provincias costeras de la mitad norte de la estrecha parte central del país. Todas las provincias de esta región se extienden desde la costa en el este, hasta Laos, en el oeste. |
| Costa Central del Norte (Bắc Trung Bộ)            | Quảng Trị          | Đông Hà             | 588.600   | 4.746      | Comprende seis provincias costeras de la mitad norte de la estrecha parte central del país. Todas las provincias de esta región se extienden desde la costa en el este, hasta Laos, en el oeste. |
| Costa Central del Norte (Bắc Trung Bộ)            | Thanh Hóa          | Thanh Hóa           | 3.509.600 | 11.106     | Comprende seis provincias costeras de la mitad norte de la estrecha parte central del país. Todas las provincias de esta región se extienden desde la costa en el este, hasta Laos, en el oeste. |
| Costa Central del Norte (Bắc Trung Bộ)            | Huế                | (municipalidad)     | 1.078.900 | 5.009      | Comprende seis provincias costeras de la mitad norte de la estrecha parte central del país. Todas las provincias de esta región se extienden desde la costa en el este, hasta Laos, en el oeste. |
| Costa Central del Sur (Nam Trung Bộ)              | Bình Định          | Quy Nhơn            | 1.481.000 | 6.076      | Comprende cinco provincias costeras de la mitad sur de la parte central del país. Vietnam es más ancho en esta zona que en la región de la costa central norte, de modo que las zonas del interior son dos provincias distintas. La región también incluye la municipalidad independiente de Da Nang. |
| Costa Central del Sur (Nam Trung Bộ)              | Khánh Hòa          | Nha Trang           | 1.066.300 | 5.197      | Comprende cinco provincias costeras de la mitad sur de la parte central del país. Vietnam es más ancho en esta zona que en la región de la costa central norte, de modo que las zonas del interior son dos provincias distintas. La región también incluye la municipalidad independiente de Da Nang. |
| Costa Central del Sur (Nam Trung Bộ)              | Phú Yên            | Tuy Hòa             | 811.400   | 5.045      | Comprende cinco provincias costeras de la mitad sur de la parte central del país. Vietnam es más ancho en esta zona que en la región de la costa central norte, de modo que las zonas del interior son dos provincias distintas. La región también incluye la municipalidad independiente de Da Nang. |
| Costa Central del Sur (Nam Trung Bộ)              | Quảng Nam          | Tam Ky              | 1.402.700 | 10.408     | Comprende cinco provincias costeras de la mitad sur de la parte central del país. Vietnam es más ancho en esta zona que en la región de la costa central norte, de modo que las zonas del interior son dos provincias distintas. La región también incluye la municipalidad independiente de Da Nang. |
| Costa Central del Sur (Nam Trung Bộ)              | Quảng Ngãi         | Quảng Ngãi          | 1.206.400 | 5.135      | Comprende cinco provincias costeras de la mitad sur de la parte central del país. Vietnam es más ancho en esta zona que en la región de la costa central norte, de modo que las zonas del interior son dos provincias distintas. La región también incluye la municipalidad independiente de Da Nang. |
| Costa Central del Sur (Nam Trung Bộ)              | Đà Nẵng            | (municipalidad)     | 715.000   | 1.256      | Comprende cinco provincias costeras de la mitad sur de la parte central del país. Vietnam es más ancho en esta zona que en la región de la costa central norte, de modo que las zonas del interior son dos provincias distintas. La región también incluye la municipalidad independiente de Da Nang. |
| Altiplano Central (Tây Nguyên)                    | Đắk Lắk            | Buôn Ma Thuột       | 1.667.000 | 13.062     | Comprende las cinco provincias del interior (gran parte de cuyo territorio es montañoso), situadas en el centro-sur del país, en su mayoría habitadas por minorías étnicas, aunque muchos vietnamitas viven en ellas.                                                                                 |
| Altiplano Central (Tây Nguyên)                    | Đăk Nông           | Gia Nghia           | 363.000   | 6.514      | Comprende las cinco provincias del interior (gran parte de cuyo territorio es montañoso), situadas en el centro-sur del país, en su mayoría habitadas por minorías étnicas, aunque muchos vietnamitas viven en ellas.                                                                                 |
| Altiplano Central (Tây Nguyên)                    | Gia Lai            | Pleiku              | 1.048.000 | 15.496     | Comprende las cinco provincias del interior (gran parte de cuyo territorio es montañoso), situadas en el centro-sur del país, en su mayoría habitadas por minorías étnicas, aunque muchos vietnamitas viven en ellas.                                                                                 |
| Altiplano Central (Tây Nguyên)                    | Kon Tum            | Kon Tum             | 330.700   | 9.615      | Comprende las cinco provincias del interior (gran parte de cuyo territorio es montañoso), situadas en el centro-sur del país, en su mayoría habitadas por minorías étnicas, aunque muchos vietnamitas viven en ellas.                                                                                 |
| Altiplano Central (Tây Nguyên)                    | Lâm Đồng           | Đà Lạt              | 1.049.900 | 9.765      | Comprende las cinco provincias del interior (gran parte de cuyo territorio es montañoso), situadas en el centro-sur del país, en su mayoría habitadas por minorías étnicas, aunque muchos vietnamitas viven en ellas.                                                                                 |
| Sureste (Đông Nam Bộ)                             | Bà Rịa-Vũng Tàu    | Vũng Tàu            | 839.000   | 1.975      | Comprende las tierras bajas del sur de Vietnam situadas al norte del delta del Mekong. Hay siete provincias, más la municipalidad independiente de Ciudad Ho Chi Minh (antigua Saigón). |
| Sureste (Đông Nam Bộ)                             | Bình Dương         | Thủ Dầu Một         | 768.100   | 2.696      | Comprende las tierras bajas del sur de Vietnam situadas al norte del delta del Mekong. Hay siete provincias, más la municipalidad independiente de Ciudad Ho Chi Minh (antigua Saigón). |
| Sureste (Đông Nam Bộ)                             | Bình Phước         | Dong Xoai           | 708.100   | 6.856      | Comprende las tierras bajas del sur de Vietnam situadas al norte del delta del Mekong. Hay siete provincias, más la municipalidad independiente de Ciudad Ho Chi Minh (antigua Saigón). |
| Sureste (Đông Nam Bộ)                             | Bình Thuận         | Phan Thiết          | 1.079.700 | 7.828      | Comprende las tierras bajas del sur de Vietnam situadas al norte del delta del Mekong. Hay siete provincias, más la municipalidad independiente de Ciudad Ho Chi Minh (antigua Saigón). |
| Sureste (Đông Nam Bộ)                             | Đồng Nai           | Biên Hòa            | 2.067.200 | 5.895      | Comprende las tierras bajas del sur de Vietnam situadas al norte del delta del Mekong. Hay siete provincias, más la municipalidad independiente de Ciudad Ho Chi Minh (antigua Saigón). |
| Sureste (Đông Nam Bộ)                             | Ninh Thuận         | Phan Rang-Tháp Chàm | 531.700   | 3.360      | Comprende las tierras bajas del sur de Vietnam situadas al norte del delta del Mekong. Hay siete provincias, más la municipalidad independiente de Ciudad Ho Chi Minh (antigua Saigón). |
| Sureste (Đông Nam Bộ)                             | Tây Ninh           | Tây Ninh            | 989.800   | 4.028      | Comprende las tierras bajas del sur de Vietnam situadas al norte del delta del Mekong. Hay siete provincias, más la municipalidad independiente de Ciudad Ho Chi Minh (antigua Saigón). |
| Sureste (Đông Nam Bộ)                             | Ciudad Ho Chi Minh | (municipalidad)     | 5.378.100 | 2.095      | Comprende las tierras bajas del sur de Vietnam situadas al norte del delta del Mekong. Hay siete provincias, más la municipalidad independiente de Ciudad Ho Chi Minh (antigua Saigón). |
| Delta del Río Mekong (Bo-Đồng Bằng Sông Cửu Long) | An Giang           | Long Xuyên          | 2.099.400 | 3.406      | Es la región más meridional de Vietnam en el delta del Mekong. Agrupa doce provincias, en su mayoría pequeñas pero muy pobladas, más la municipalidad independiente de Can Tho. |
| Delta del Río Mekong (Bo-Đồng Bằng Sông Cửu Long) | Bạc Liêu           | Bạc Liêu            | 756.800   | 2.521      | Es la región más meridional de Vietnam en el delta del Mekong. Agrupa doce provincias, en su mayoría pequeñas pero muy pobladas, más la municipalidad independiente de Can Tho. |
| Delta del Río Mekong (Bo-Đồng Bằng Sông Cửu Long) | Bến Tre            | Bến Tre             | 1.308.200 | 2.287      | Es la región más meridional de Vietnam en el delta del Mekong. Agrupa doce provincias, en su mayoría pequeñas pero muy pobladas, más la municipalidad independiente de Can Tho. |
| Delta del Río Mekong (Bo-Đồng Bằng Sông Cửu Long) | Cà Mau             | Cà Mau              | 1.158.000 | 5.192      | Es la región más meridional de Vietnam en el delta del Mekong. Agrupa doce provincias, en su mayoría pequeñas pero muy pobladas, más la municipalidad independiente de Can Tho. |
| Delta del Río Mekong (Bo-Đồng Bằng Sông Cửu Long) | Đồng Tháp          | Cao Lanh            | 1.592.600 | 3.238      | Es la región más meridional de Vietnam en el delta del Mekong. Agrupa doce provincias, en su mayoría pequeñas pero muy pobladas, más la municipalidad independiente de Can Tho. |
| Delta del Río Mekong (Bo-Đồng Bằng Sông Cửu Long) | Hậu Giang          | Vị Thanh            | 766.000   | 1.608      | Es la región más meridional de Vietnam en el delta del Mekong. Agrupa doce provincias, en su mayoría pequeñas pero muy pobladas, más la municipalidad independiente de Can Tho. |
| Delta del Río Mekong (Bo-Đồng Bằng Sông Cửu Long) | Kiên Giang         | Rạch Giá            | 1.542.800 | 6.269      | Es la región más meridional de Vietnam en el delta del Mekong. Agrupa doce provincias, en su mayoría pequeñas pero muy pobladas, más la municipalidad independiente de Can Tho. |
| Delta del Río Mekong (Bo-Đồng Bằng Sông Cửu Long) | Long An            | Tan An              | 1.384.000 | 4.492      | Es la región más meridional de Vietnam en el delta del Mekong. Agrupa doce provincias, en su mayoría pequeñas pero muy pobladas, más la municipalidad independiente de Can Tho. |
| Delta del Río Mekong (Bo-Đồng Bằng Sông Cửu Long) | Sóc Trăng          | Sóc Trăng           | 1.213.400 | 3.223      | Es la región más meridional de Vietnam en el delta del Mekong. Agrupa doce provincias, en su mayoría pequeñas pero muy pobladas, más la municipalidad independiente de Can Tho. |
| Delta del Río Mekong (Bo-Đồng Bằng Sông Cửu Long) | Tiền Giang         | Mỹ Tho              | 1.635.700 | 2.367      | Es la región más meridional de Vietnam en el delta del Mekong. Agrupa doce provincias, en su mayoría pequeñas pero muy pobladas, más la municipalidad independiente de Can Tho. |
| Delta del Río Mekong (Bo-Đồng Bằng Sông Cửu Long) | Trà Vinh           | Trà Vinh            | 989.000   | 2.226      | Es la región más meridional de Vietnam en el delta del Mekong. Agrupa doce provincias, en su mayoría pequeñas pero muy pobladas, más la municipalidad independiente de Can Tho. |
| Delta del Río Mekong (Bo-Đồng Bằng Sông Cửu Long) | Vĩnh Long          | Vĩnh Long           | 1.023.400 | 1.475      | Es la región más meridional de Vietnam en el delta del Mekong. Agrupa doce provincias, en su mayoría pequeñas pero muy pobladas, más la municipalidad independiente de Can Tho. |
| Delta del Río Mekong (Bo-Đồng Bằng Sông Cửu Long) | Cần Thơ            | (municipalidad)     | 1.112.000 | 1.390      | Es la región más meridional de Vietnam en el delta del Mekong. Agrupa doce provincias, en su mayoría pequeñas pero muy pobladas, más la municipalidad independiente de Can Tho. |